# Sommeilles
Sommeilles ist eine französische Gemeinde im Département Meuse in der Region Grand Est mit 181 Einwohnern (2022).

## Geografie
Die Gemeinde Sommeilles liegt an der Grenze zum Département Marne, 23 Kilometer nordwestlich von Bar-le-Duc. Über die Hälfte des 18,63 km² großen Gemeindegebietes sind bewaldet.

## Bevölkerungsentwicklung
| Jahr                       | 1962 | 1968 | 1975 | 1982 | 1990 | 1999 | 2005 | 2010 | 2019 |
| -------------------------- | ---- | ---- | ---- | ---- | ---- | ---- | ---- | ---- | ---- |
| Einwohner                  | 339  | 286  | 253  | 230  | 200  | 186  | 186  | 200  | 190  |
| Quellen: Cassini und INSEE |      |      |      |      |      |      |      |      |      |

## Sehenswürdigkeiten

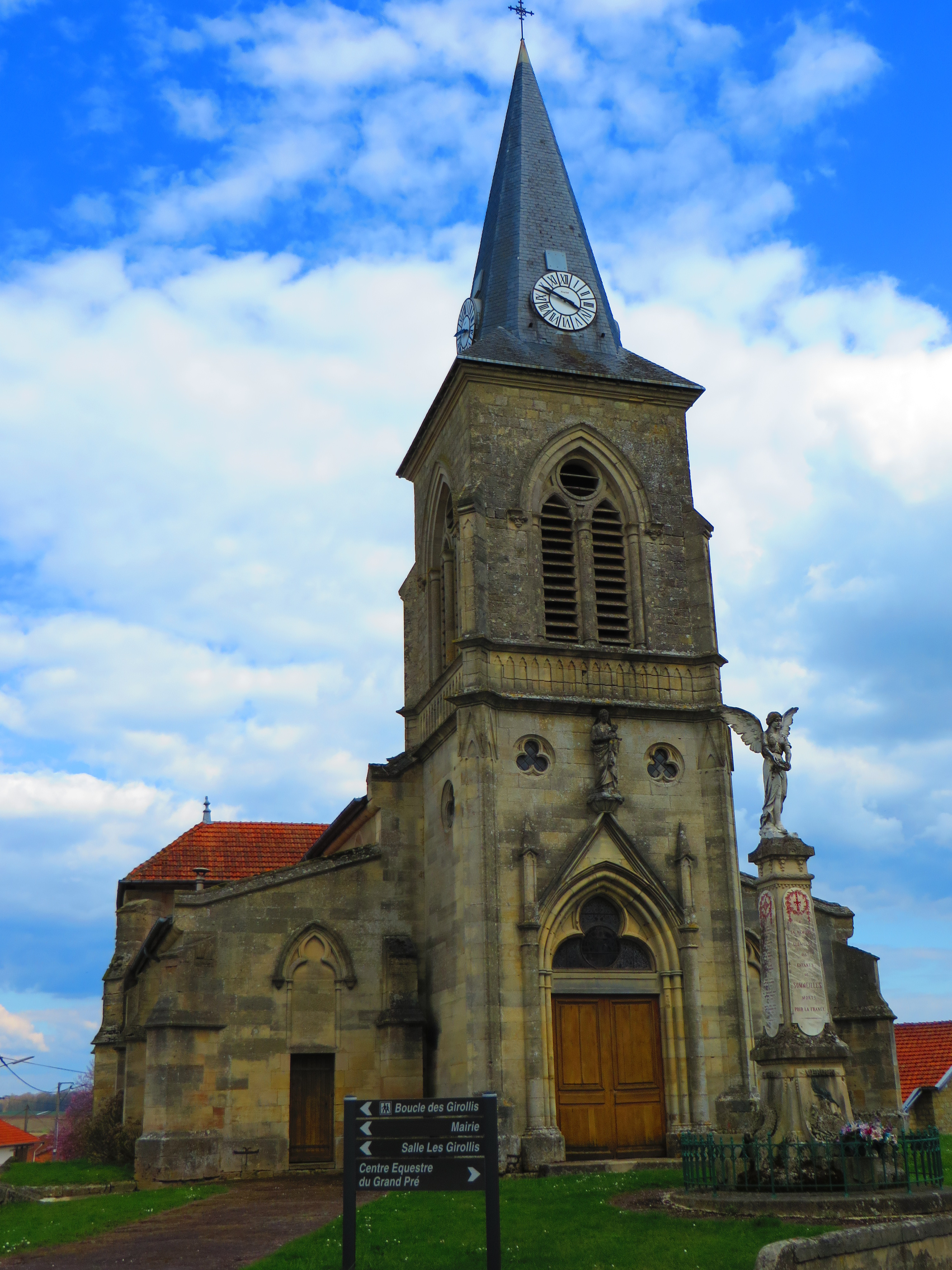
Kirche Saint-Didier

- Kirche Saint-Didier